# Vittorio Betteloni
Vittorio Betteloni, född 14 juni 1840 i Verona, död 1 september 1910 i San Pietro in Cariano, var en italiensk poet. Han var son till Cesare Betteloni.
Betteloni hämtade inspiration ur alldagliga händelser och diktade med en ofta verkningsfull enkelhet. Bland Bettelonis arbeten märks In primavera, rime (1869), Nuovi versi (1880) och Prime lotte (1896) samt översättningar av Goethe och Byron med flera. Han utgav faderns Versi (1874).